# Marcel Gecov
Marcel Gecov (* 1. Januar 1988 in Prag) ist ein ehemaliger tschechischer Fußballspieler. Der defensive Mittelfeldakteur spielte zuletzt beim polnischen Erstligisten Śląsk Wrocław.

## Karriere

### Verein
Marcel Gecov begann im Alter von sechs Jahren mit dem Fußballspielen bei Slavia Prag. Der Rechtsfuß durchlief alle Jugendmannschaften und wurde 17-jährig zur Saison 2005/06 in den Erstligakader berufen. Für die A-Mannschaft bestritt der Mittelfeldspieler in anderthalb Jahren jedoch kein Ligaspiel und wurde im Januar 2007 an den Ligakonkurrenten SK Kladno ausgeliehen.
Beim Auswärtsspiel gegen Tescoma Zlín gab Gecov am 17. März 2007 sein Erstligadebüt, in der Rückrunde der Saison 2006/07 bestritt er weitere sieben Spiele für Kladno, ein Torerfolg gelang ihm dabei nicht. Anfang 2008 wechselte Gecov zum FC Slovan Liberec.
Im Sommer 2011 wechselte Gecov zum englischen Erstligisten FC Fulham, wo er einen Vertrag bis 2013 unterschrieb. Bei den Cottagers konnte er sich in der folgenden Spielzeit nicht durchsetzen und kam dort nur auf zwei Pflichtspieleinsätze.
Im August 2012 gab der belgische Erstligist KAA Gent die Verpflichtung von Gecov bekannt, der dort einen Vierjahresvertrag unterschrieb. Bereits ein halbes Jahr später verließ er Gent und kehrte zu Slavia Prag zurück. Im Januar 2015 wechselte er für ein halbes Jahr zu Rapid Bukarest nach Rumänien. Im Sommer 2015 wechselte nach Polen zu Śląsk Wrocław. Für Śląsk absolvierte er in der Saison 2015/2016 insgesamt 23 Spiele in der polnischen Ekstraklasa. Nach der abgelaufenen Saison wurde der Vertrag im beidseitigen Einverständnis aufgelöst.

### Nationalmannschaft
Marcel Gecov, dessen Berater Zdeněk Nehoda ist, lief bisher für die tschechische U-17-, U-18- sowie U-19-Auswahl auf. Bei der U-20-WM in Kanada 2007 bestritt er sechs Spiele und wurde Vizeweltmeister. Zwischen 2008 und 2010 bestritt der Mittelfeldspieler 18 Begegnungen für die tschechische U-21-Nationalmannschaft.
Im August 2011 feierte er in einem Freundschaftsspiel gegen Norwegen sein Debüt in der A-Nationalmannschaft.